# Klots
Een klots is een perenhouten vorm om heet glas te stellen aan de blaaspijp bij het glasblazen.
De halfopen vorm wordt voortdurend nat gehouden. Hierdoor vormt zich een stoomlaagje bij aanraking met het hete glas, waardoor de klots geen sporen zal achterlaten op het glas.
Perenhout is uitermate geschikt omdat deze houtsoort fijn van nerf is en weinig noesten bevat.